# La Madeleine-sur-Loing
La Madeleine-sur-Loing ist eine französische Gemeinde mit 351 Einwohnern (Stand: 1. Januar 2022) im Département Seine-et-Marne in der Region Île-de-France. Sie gehört zum Arrondissement Fontainebleau und zum Kanton Nemours.

## Lage
| Faÿ-lès-Nemours |         | Bagneaux-sur-Loing |
| Bougligny       | Kompass |                    |
|                 |         | Souppes-sur-Loing  |

## Sehenswürdigkeiten
Siehe auch: Liste der Monuments historiques in La Madeleine-sur-Loing
- Kirche Sainte-Marie-Madeleine

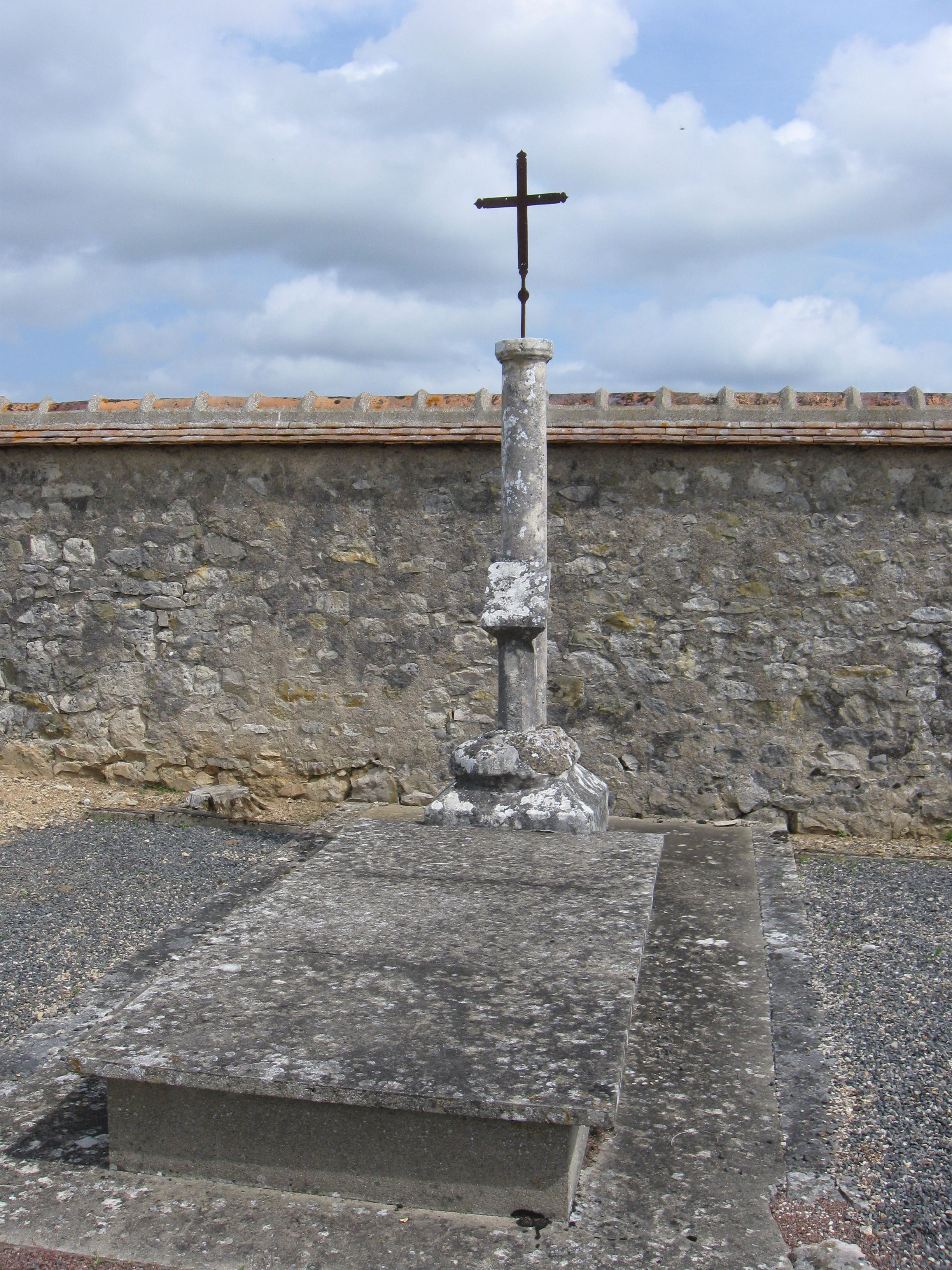
Hosianna-Kreuz
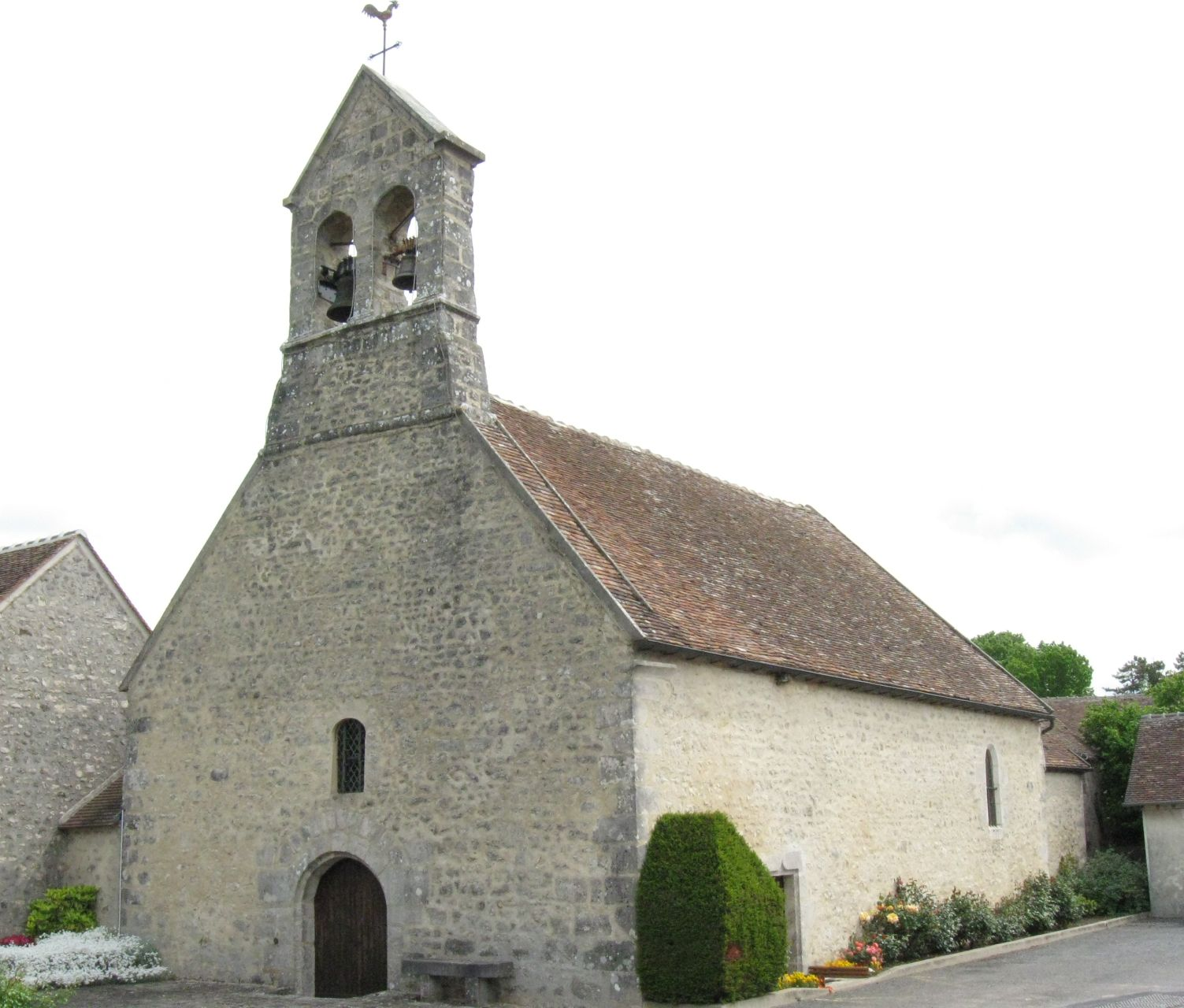
Kirche Sainte-Marie-Madeleine